# Miloslav Rolko
Miloslav Rolko, eigentlich Miloslav Roľko (* 13. Oktober 1960 in Bratislava), ist ein ehemaliger Schwimmer, der bis 1982 für die Tschechoslowakei und danach für die Bundesrepublik Deutschland antrat. Bei Europameisterschaften gewann er eine Gold- und eine Silbermedaille.

## Karriere
Miloslav Roľko schwamm in der Tschechoslowakei für Slávia Bratislava.
Bei den Olympischen Spielen 1976 in Montreal trat Roľko zunächst über 100 Meter Rücken an und schied als 19. der Vorläufe aus. Über 100 Meter Schmetterling wurde er 25. der Vorläufe. Über 200 Meter Rücken erreichte er das Finale und belegte den sechsten Platz. In seinem letzten Rennen in Montreal wurde Roľko 14. der Vorläufe über 400 Meter Lagen.
Im Jahr darauf bei den Europameisterschaften 1977 in Jönköping siegte über 100 Meter Rücken vor dem Ungarn Zoltán Verrasztó und dem Westdeutschen Klaus Steinbach. Über 200 Meter Rücken gewann Zoltán Verrasztó vor Miloslav Roľko. 1978 bei den Weltmeisterschaften in West-Berlin trat Roľko in fünf Disziplinen an und erreichte zweimal das Finale, während er über beide Rückendistanzen im Vorlauf ausschied. Über 200 Meter Lagen wurde er Achter und über 100 Meter Schmetterling schlug er als Siebter an. 1979 erkämpfte Roľko über 100 Meter Schmetterling die Bronzemedaille bei der Universiade in Mexiko-Stadt.
Bei den Olympischen Spielen 1980 in Moskau stand zunächst der Wettbewerb über 100 Meter Rücken auf dem Programm. Hinter dem schwedischen Olympiasieger Bengt Baron und Wiktor Kusnezow aus der Sowjetunion erreichten fünf Schwimmer innerhalb von 0,35 Sekunden das Ziel. Dritter wurde Wladimir Dolgow aus der Sowjetunion, 0,11 Sekunden dahinter schlug Roľko als Vierter an. Über 100 Meter Schmetterling schwamm Roľko im Halbfinale die zehntschnellste Zeit. Die 4-mal-200-Meter-Freistilstaffel aus der Tschechoslowakei hatte als neuntschnellste Staffel der Vorläufe fast fünf Sekunden Rückstand auf die achtplatzierten Briten, die als letzte Staffel den Endlauf erreichten. Über 200 Meter Rücken verfehlte Roľko als Zehnter der Vorläufe den Finaleinzug. Schließlich erreichte er mit der achtbesten Vorlaufzeit das Finale über 400 Meter Lagen und belegte den sechsten Platz.
Zwei Jahre nach den Olympischen Spielen setzte er sich in den Westen ab. Unter dem Namen Miloslav Rolko wurde er 1984 als Schwimmer des SV Nikar Heidelberg Deutscher Meister über 200 Meter Rücken. 1985 schwamm er bei der Sommer-Universiade 1985 im Vorlauf der Lagenstaffel, die im Endlauf Bronze gewann. Zwei Jahre später bei der Sommer-Universiade 1987 in Zagreb gewann er zwei Bronzemedaillen, eine mit der 4-mal-100-Meter-Freistilstaffel und eine mit der Lagenstaffel.
Später war Rolko bis 2021 viele Jahre als Trainer beim Luxemburgischen Schwimmverband tätig.